# Grzegorz II (metropolita kijowski)
Grzegorz II, znany także z przydomkiem Bułgar (zm. 1473) – metropolita kijowski w latach 1458–1473.

## Życiorys
Bułgar z pochodzenia. Został mianowany metropolitą kijowskim przez patriarchę konstantynopolitańskiego  Grzegorza III w 1458. Był uczniem metropolity Izydora, zwolennika unii florenckiej, przepędzonego z tego powodu z ziem Rusi moskiewskiej, nieprzychylnie przyjętego również przez duchowieństwo i wiernych prawosławnych w Królestwie Polskim i Wielkim Księstwie Litewskim. Podobnie jak Izydor opowiadał się za unią Kościołów katolickiego i prawosławnego. Jego nominacja na metropolitę kijowskiego została wydana w porozumieniu zarówno z papieżem Piusem II, jak i polskim królem Kazimierzem Jagiellończykiem. Król polski dążył do tego, by Grzegorz II został uznany za zwierzchnika Kościoła prawosławnego na całych ziemiach ruskich, także w Wielkim Księstwie Moskiewskim, gdzie w 1448 na metropolitę kijowskiego wybrany został Jonasz. Starania Kazimierza Jagiellończyka nie przyniosły rezultatu. W 1458 biskupi działający w Wielkim Księstwie Moskiewskim ogłosili się jedynymi kanonicznymi hierarchami prawosławnymi w metropolii kijowskiej i jednostronnie proklamowali autokefalię metropolii moskiewskiej. Decyzję tę uargumentowano zaakceptowaniem przez Konstantynopol unii florenckiej.
Grzegorz II pozostawał metropolitą kijowskim do śmierci w 1473.